# Scopula sedataria
Scopula sedataria är en fjärilsart som beskrevs av John Henry Leech 1897. Scopula sedataria ingår i släktet Scopula och familjen mätare. Inga underarter finns listade.